# Манвантара
Манванта́ра (санскр. मन्वन्तर, manvantara IAST, укр. період Ману чи укр. вік Ману) — астрономічний період вимірювання часу. Манвантара в перекладі з санскриту, поєднання слів «Ману» і «Антара», буквально означає тривалість Ману або його термін існування.

## Зміст
Кожна Манвантара створюється й управляється певним Ману, якого своєю чергою створює Брахма. Ману створює світ і всі його види протягом цього періоду часу. Кожен Манвантара триває час життя Ману, на смерть якого Брахма створює нового Ману, щоб продовжити цикл створення або шрішті, Вішну втілюється у вигляді нового аватара, а також новий Індра і саптаріші призначаються.
14 Ману та їхня відповідна Манвантара складають Кальпу, Еон, або «День Брахми», відповідно до циклів часу, а також ведичної шкали. Після цього в кінці кожної кальпи існує період — так само, як кальпа — руйнування або пралая, в якому світ (земля і всі форми життя, але не сам весь всесвіт) руйнується і перебуває у стані відпочинку, яка називається «Ніч Брахми».
Після цього творець Брахма починає свій цикл створення знову і знову, в нескінченному циклі створення і подальшого знищення, для яких Шива, бог руйнування, а також оновлення, викликається в кінці кожного такого циклу.
Згідно з Пуранами 1 манвантара = {\displaystyle {1 \over 14}} кальпи = приблизно 71 махаюг = 852 000 років девів = 306 720 000 сонячних років. У кожній манвантарі світ, створюваний заново, має своїх богів і героїв.
Види махаманвантар:
- планетарна манвантара, яка також називається КалПа — це період життя планети протягом семи раундів. Він також називається День Брахми, а його довжина 4 320 000 000 років.
- prakritika манвантара — універсальний манвантара;
- saurya манвантара — манвантара Сонячної системи;
- bhaumika манвантара — земна манвантара або манвантара землі;
- paurusha манвантара — манвантара, або період діяльності, людини.
- Mahasaurya Манвантара — період життя або період прояви сонячної системи, або його смерті і розпаду.
- Брахма Манвантара — смерть (або життя) Брахми, який проходить в кінці життя або століття Брахми, протягом 311 040 000 000 000 років; також називається махапралайі або prakritika Пралайя. Необхідно встановити, чи відноситься Брахма в Сонячній системі, чи меншого періоду часу, такого як життя планетарної ланцюга.
- Кругова Манвантара — епоха одного звернення життєвих хвиль навколо планетної ланцюга від першої кулі до останньої кулі, протягом 308 448 000 років. Це одна сьома день Брахми.

## Тривалість Манвантари
Фактична тривалість Manavantara, відповідно до Вішну Пурани, — це сімдесят один раз число років, що містяться в чотирьох югах, з деякими додатковими роками, складаючи в 852 000 божественних років, або 306 720 000 людських років. Сім Ріші, деякі божества, Індра, Ману, цар і його сини, створюються і гинуть в один інтервал. Чотирнадцять разів цей період являє собою день Брахми, тобто в день Брахми ; термін (Брахма), що є похідною формою. Тривалість життя Брахми становить 100 Брахма варша (років).
1 люд. рік (індус. календар) = 1 Дева ахоратра (доба богів) (1 день і 1 ніч)
360 Дева ахоратра = 1 Дева ватсара
12 000 Дева ватсара = 1 чатурюга
(12 000 Дева ватсара визначаються як, 4800 Дева ватсара Крита юги, 3600 Дева ватсара Трета — юги, 2400 Дева ватсара Двапара — юги і 1200 Дева ватсара Калі- юги, яка 1200 * 360 = 432,000 людських років)
71 чатурюга = 1 Манвантара (1 тривалість життя Ману)
14 Манвантара = 1 Кальпа (1 день Брахми)
2 Кальпи = 1 день + 1 ніч (Брахма Ратрі)
360 днів Брахми = 1 Брахма Варша

## Порядок і правителі манвантар
1. Манвантара — інтервал Сваямбху Ману
Saptarshis (सप्तर्षि): Марічі, Атрі, Ангірас, Пулаха, Крату, Пуластья і Васіштха в Сваямбхува — Манвантару; Аватар є імені Ягья, Яджна.
Перший Ману був Сваямбхува Ману. Дві його дочки, а саме Акуті і Девахуті, народили двох синів, названих Ягья і Капіла відповідно. Сваямбхува Ману, разом зі своєю дружиною, Сатарупа, пішов у ліс, щоб практикувати аскези на березі річки Сунанда. У якийсь момент часу, ракшаси й асури напали на них, але Ягья, у супроводі своїх синів Яма і напівбогів, вбили їх. Тоді Ягья особисто зайняв пост Індри, Царя небесних планет.
2. Манвантара — інтервал Сварочіша Ману
Урджа, Стамбха, Прана, Даттолі, Рішабха, Нішчара і Арваріват. Аватара названий Вібху.
Другий Ману, якого звали Svarocisha, був сином Агні, і його сини очолили Dyumat, Sushena і Rocishmat. В епоху цього Ману, Rocana став Індрою, правителем райських планет, і там було багато напівбогів, очолюваних Тушітою. Були також багато святих, такі як Урджа і Стамбха. Серед них був Ведасіра, чия дружина, Тушіта, народила Вібху. Вібху навчив вісімдесят вісім тисяч дрідха — врат, або святих людей, самоконтролю і аскезі.
3. Манвантара — інтервал Ауттамі Ману
Сини Васіштхи: Kaukundihi, Kurundi, Dalaya, Шанкх, Praváhita, Mita, і Sammita. Аватара названий Satyasena.
Уттама, син Пріяврати, був третім Ману. Серед його синів були Павана, Srinjaya і Yajnahotra. Під час правління цього Ману, сини Васіштхи на чолі з Прамада, стали сім святих. Satyas, Devasrutas і Bhadras стали напівбогами, і Сатьяджит став Індрою. З лона Sunrita, дружини Дхарми, і Господь з'явився як Satyasena, і Він убив всіх якшасів і ракшасів, які билися з Satyajit.
4. Манвантара — інтервал Тамаса Ману
Jyotirdhama, Прітху, Kavya, Chaitra, Агні, Vanaka і Pivara. Вішну названий Харі.
Тамаса, брат третього Ману, був четвертим Ману, і у нього було десять синів, у тому числі Прітху, Кьяті, Нара і Кету. Під час його правління, Satyakas, Харіс, Viras й інші були напівбогами, сім великих святих очолив Jyotirdhama і Trisikha став Індрою. Harimedha породив сина на ім'я Харі із дружиною Харіні. Харі врятував відданого Gajendra. Цей інцидент відомий як Gajendra — mokshana.
5. Манвантара — інтервал Райвата Ману
Hirannyaroma, Vedasrí, Urddhabahu, Vedabahu, Sudhaman, Парджанья і Махамуні. У Райвата — Манвантара аватара названий Вайкунтха.
Вайкунтха стало Райвата Ману, брат-близнюк Тамаса. Його сини очолили Арджуна, Балі і Віндхья. Серед напівбогів були Bhutarayas, і серед семи брахманів, які зайняли сім планет були Hiranyaroma, Vedasira і Urdhvabahu.
6. Манвантара — інтервал Чакшуша Ману
Sumedhas, Вірадж, Havishmat, уттама, Мадху, Abhináman і Sahishnnu. У Chakshusha — Манвантара аватара названий Ajita.
Ajita стало Chakshsusa Ману, син напівбога Chakshu. У нього було багато синів на чолі з Пуру, Пуруши і Судьюмна. Під час правління Chakshusa Ману, цар небес був відомий як Mantradruma. Серед напівбогів були Apyas, і серед великих мудреців були Havisman і Viraka.
7. Манвантара — інтервал Вайвасвата Ману (теперішня)
Каш'япа, Атри, Васіштха, Вішвамітра, Гаутама, Джамадагні, Бхарадвадж. У Вайвасвата — Манвантара Аватар названий Вамана
Сином Вівасвана, відомий як Шраддхадева. Він має десять синів, яких звали Ікшваку, Набхага, Dhrsta, Saryati, Narisyanta, Набхага, Dista, Тарусі, Prsadhra і Васуман. У цьому Манвантара або правління Ману, серед напівбогів є Адітьї, Васу, Рудри, Visvedevas, Maruts, Ашвіні — Кумари і Рбху. Цар небес, Індра, відомий як Пурандари, і сім мудреців відомі як Каш'япа, Атри, Васиштха, Вішвамітра, Гаутама, Джамадагни і Bharadwaj. У цей період Ману, Вішну з'являється з утроби Адіті в своєму втіленні сина Kashyap. У пуранічній генеалогії також вказується, що Вайвасвата Ману жив за 95 поколінь до війни Бхарат.
8. (Майбутнє) — Саварні Ману
Diptimat, Galava, Рама, Кріпа, Drauni, В'яса, і Rishyasringa. Текст прийшли з…. Вішну Пурані: Книга III: Глава II В Savarnya — Манвантара Він (аватара) названий Сарвабхаума.
Сини Ману Саварні очолюють Нірмока, і серед напівбогів є Sutapas. Балі, син Вірочана, Індра, і Galava і Парашурама є одними з семи мудреців. У цьому віці Ману, втілення Верховної Особи Бога з'являється як Сарвабхауми, сина Devaguhya і Сарасваті.
9. Дакша Саварні Ману
Savana, Dyutimat, Bhavya, ВАСУ, Медхатітхі, Jyotishmán, і Сатья. У Дакша — savarnya — Манвантара Він (аватара) названий Рішабха.
У період дев'ятого Ману є Дакша — саварні. Його сини очолюють Bhutaketu, і серед напівбогів є Марічігарбхі. Адбхута Індра, а серед семи мудреців є Dyutiman. У цей період Ману, втілення Рішабха народжується з Ayushman і Амбудхари.
10. Брахма Саварні Ману
Havishmán, сукріті, Сатья, Apámmúrtti, Набхага, Apratimaujas і Satyaket. У Брахма — savarnya — Манвантара аватара названий Vishvaksena.
У період десятої Ману це Брахма — саварні. Серед його синів Bhurishena, і сім мудреців є Havishman та інші. Серед напівбогів є Сувасани і Шамбху Індра. Втілення в цей період Ману є Vishvaksena, який є другом Шамбху і хто народжується з лона Vishuci в будинку брахмана по імені Visvasrashta.
11. Дхарма Саварні Ману
Niśchara, Agnitejas, Vapushmán, Вішну, Аруни, Havishmán і анагха. У Дхарма — savarnya, Він (аватара) названий Дхармасету.
У період одинадцятого Ману Дхарма — саварні, хто має десять синів на чолі з Satyadharma. Серед напівбогів є Vihangamas, Індра відомий як Vaidhrita, і сім мудреців є Аруна та інші. У цьому Манвантара втілення Дхармасету, хто народжений від Vaidhrita і Aryaka.
12. Рудра Саварні Ману
Тапасві, Sutapas, Tapomúrtti, Taporati, Tapodhriti, Tapodyuti і Tapodhan. Аватара названий Sudhama.
У період дванадцятий Ману є Рудра — саварні, чиї сини очолюють Деваван. Напівбоги Харити та інші, Індра Ritadhama, і сім мудреців є Tapomurti та інші. Втілення в цю Манвантара є Sudhama або Svadhama, хто народжений з утроби Sunrita. Ім'я його батька є Satyasaha.
13. Раусья або Дева Саварні Ману
Nirmoha, Tatwadersín, Nishprakampa, Nirutsuka, Dhritimat, Авйайа і Sutapas. Аватара названий Йогешвар.
У період тринадцятого Ману є Діва — саварні. Серед його синів Chitrasena, напівбоги Sukarmas та інші, Індра Діваспаті і Нірмока є одним з мудреців. Манвантара -аватара є Йогешвар, хто народжений від Devahotra і Brihati.
14. Індра Саварні Ману
Agnibáhu, Суші, Shukra, Магадхе, Gridhra, Йукта і Ajita. Аватара названий Brihadbhanu.
У період чотирнадцятого Ману Індра — саварні. Серед його синів є Уру і гамбхіра, напівбоги Павітри та інші, Індра Шучі, і серед мудреців є Агні і Баху. Втілення цієї Манвантара відомий як Brihadbhanu. Він народжений від Satrayana з утроби витати.